# ちり煙霧

ちり煙霧の天気記号（日本式）

ちり煙霧（塵煙霧、ちりえんむ）とは、煙霧のうち、風によって地面から吹き上げられた塵や小さな砂、火山灰などの小さな粒子が、風塵が収まった後または風塵の発生場所から離れた場所でなお空気中に浮遊した状態を指す。風塵によることが明らかに推定された場合に限りちり煙霧とする。日本では主に黄砂や畑の土が巻き上げられやすい春先の北海道で観測されることが多い。
気象学では、水平視界（視程）が2キロメートル未満となり、ほかの気象現象を確認できないときに用いられる。